# Atanycolus genalis
Atanycolus genalis är en stekelart som först beskrevs av Thomson 1892.  Atanycolus genalis ingår i släktet Atanycolus och familjen bracksteklar. Arten är reproducerande i Sverige. Inga underarter finns listade.